# Septiktank

Schematisk bild av en septiktank

Septiktank, tank (behållare) för uppsamling av toalettavfall. Används till exempel på flygplan, i båtar, på tåg och i en del fritidshus som saknar anslutning till kommunalt avloppsnät eller egen brunn med avloppsinfiltration.